# Mikuláš Popel z Lobkowicz
Mikuláš Popel z Lobkowicz († 2. října 1588) byl český šlechtic, příslušník chlumecké větve (a její zbirožské linie) šlechtického rodu Lobkowiczů (Lobkoviců). Zastával úřad hejtmana Starého Města pražského a hejtmana Žateckého kraje.

## Původ a život
Narodil se jako syn Jana III. Popela z Lobkowicz na Chlumci (1490 – 14. června 1569 Libochovice), pozdějšího dlouholetého nejvyššího hofmistra Českého království (1554–1569), a jeho manželky Anny Žehrovské z Kolowrat († po 1567). Členové rodiny se prosadili do vysokých zemských úřadů. Jeho starší bratr Jan V. Popel z Lobkowicz († 1590) byl postupně prezidentem rady nad apelacemi, prezidentem české komory a hejtmanem německých lén, mladší bratři byli Ladislav III. Popel z Lobkowicz (1537–1609), který zastával úřad prezidenta české královské komory, a Jiří starší Popel z Lobkowicz († 1607 nebo 1613), který postupně zastával úřad nejvyššího zemského sudího, nejvyššího komorníka a nejvyššího hofmistra.
Mikuláš se stal císařským radou, hejtmanem Starého Města pražského a v roce 1571 hejtmanem žateckého kraje.
Zemřel 2. října 1588 a byl pochován v kostele sv. Jakuba na Starém Městě pražském.

## Majetek
Vlastnil Bezděkov, Chyše, Nový Hrad, Podbořany, Kryry a Hrochův Týnec.

## Rodina
Oženil se s dědičkou Chyše, Kryr a Podbořan Anežkou (Annou) z Gutštejna († 1581), dcerou hraběte Viktorina z Gutštejna na Chyši († 1554) a Johany z Valdštejna. Pohřbena byla v kostele sv. Jakuba na Starém Městě pražském jako později i její muž. Narodily se jim tři děti:
- 1. Anna († 1604)
  - 1. ∞ Jiří z Montfortu († před 1591)
  - 2. ∞ (28. 8. 1591) Pavel Sixtus z Trautsonu a Falkensteinu (asi 1550 – 30. 7. 1621)
- 2. Jan Viktorín († 1595)
- 3. Mikuláš († 1599), majitel Nových Hradů, nejvyšší komorník nad stříbry